# Makalata grandis
Toromys grandis
Espèce
Synonymes
- Toromys grandis (Wagner, 1845) (préféré par UICN)
- Echimys grandis (Wagner, 1845)
- Loncheres grandis Wagner, 1845)

Statut de conservation UICN

 LC  : Préoccupation mineure
Makalata grandis, nommé aussi Toromys grandis, est une espèce de rongeurs de la famille des Echimyidae qui comprend des rats épineux. C'est un rongeur terrestre endémique du Brésil où il est largement répandu dans les forêts inondées, en gros entre Manaus et Belém, malgré la déforestation.
Cette espèce a été décrite pour la première fois en 1845 par le zoologiste allemand Johann Andreas Wagner (1797-1861).